# Day Boulevard
Der William J. Day Boulevard, oder kurz Day Boulevard, ist ein Parkway in Boston im Bundesstaat Massachusetts der Vereinigten Staaten. Die Straße wird vom Massachusetts Department of Conservation and Recreation verwaltet und ist Teil des Metropolitan Park System of Greater Boston.

## Streckenverlauf
Die Straße beginnt am Morrissey Boulevard und Kosciuszko Circle im nördlichen Dorchester. Von dort aus führt der Parkway auf einer Länge von 2,6 mi (4,2 km) in nordöstlicher Richtung durch den Stadtteil South Boston entlang an Stränden der westlichen und nördlichen Dorchester Bay. In ihrem östlichen Bereich verläuft die Straße durch den South Boston Boat Clubs Historic District und den Marine Park, bevor sie an der Halbinsel Castle Island endet.

## Geschichte
Der Day Boulevard trug ursprünglich die Bezeichnung Strandway und war zum Zeitpunkt des Baus im späten 19. Jahrhundert dafür vorgesehen, den östlichsten Teil des Emerald Necklace zu bilden, der von Frederick Law Olmsted angelegt worden war. Pläne, den Franklin Park über einen durch Dorchester verlaufenden Parkway namens Dorchesterway mit dem Strandway zu verbinden, wurden nicht umgesetzt, so dass die Route als Columbia Road bekannt wurde. Die südliche der beiden Straßen, welche die Columbia Road bildeten, wurde 1950 zu Ehren eines in diesem Jahr gestorbenen bekannten Politikers aus South Boston in William J. Day Boulevard umbenannt. William Day war der Vater der Politikerin Louise Day Hicks, die von 1971 bis 1973 South Boston im Kongress der Vereinigten Staaten vertrat.